# Scott Seiver
Scott Seiver (* 14. April 1985 in Columbus, Ohio) ist ein professioneller US-amerikanischer Pokerspieler.
Seiver hat sich mit Poker bei Live-Turnieren mehr als 25,5 Millionen US-Dollar erspielt. Er ist vierfacher Braceletgewinner der World Series of Poker und gewann 2011 das Main Event der World Poker Tour sowie 2013 das Super High Roller des PokerStars Caribbean Adventures. Der Amerikaner stand 2015 für 4 Wochen an der Spitze der Pokerweltrangliste.

## Persönliches
Seiver stammt aus Cold Spring Harbor. Er studierte Informatik und Wirtschaft an der Brown University. Der Amerikaner lebt in Las Vegas.

## Pokerkarriere

### Werdegang
Seiver spielt seit August 2006 online unter den Nicknames gunning4you (PokerStars), mastrblastr (Full Tilt Poker) sowie mastr (partypoker) und hat insgesamt Turniergewinne von über 1,5 Millionen US-Dollar aufzuweisen. Sein größtes Online-Preisgeld gewann er im Mai 2016 durch seinen vierten Platz beim Main Event der Spring Championship of Online Poker auf PokerStars für knapp 600.000 US-Dollar.
Seine erste Geldplatzierung bei einem Live-Turnier erzielte Seiver Ende August 2006 beim Main Event der World Poker Tour (WPT) in Bell Gardens. Im Juni 2008 gewann er bei der World Series of Poker (WSOP) im Rio All-Suite Hotel and Casino am Las Vegas Strip ein Event der Variante No Limit Hold’em und damit sein erstes Bracelet sowie ein Preisgeld in Höhe von 750.000 US-Dollar. Im Mai 2011 siegte er beim WPT-Main-Event im Hotel Bellagio am Las Vegas Strip und erhielt eine Siegprämie von mehr als 1,5 Millionen US-Dollar. Im April 2012 gewann der Amerikaner die fünfte Saison der PartyPoker.com Premier League mit einer Siegprämie von 500.000 US-Dollar. Beim Super High Roller des PokerStars Caribbean Adventures setzte sich Seiver im Januar 2013 auf den Bahamas durch und gewann mehr als 2 Millionen US-Dollar. Im Juni 2014 nahm er am Big One for One Drop der WSOP teil, das einen Buy-in von einer Million US-Dollar erforderte. Der Amerikaner belegte den sechsten Platz und erhielt dafür 1,6 Millionen US-Dollar. Am Finaltisch des Main Events stand er im selben Jahr dem norwegischen Pokerspieler Felix Stephensen, der den zweiten Platz erreichte, als Coach zur Seite. Vom 29. April bis 26. Mai 2015 stand Seiver für 4 Wochen an der Spitze der Pokerweltrangliste. Anfang Juli 2015 spielte er beim Super High Roller Bowl im Aria Resort & Casino am Las Vegas Strip und erreichte hinter Brian Rast den zweiten Platz, was ihm sein bisher höchstes Preisgeld in Höhe von mehr als 5 Millionen US-Dollar einbrachte. Bei der WSOP 2016 belegte Seiver beim teuersten Event auf dem Turnierplan, dem High Roller for One Drop mit einem Buy-in von 111.111 US-Dollar, den neunten Platz für ein Preisgeld von knapp 400.000 US-Dollar. Ende Juni 2018 gewann er bei der WSOP sein zweites Bracelet und entschied die Limit Hold’em Championship mit einer Siegprämie von knapp 300.000 US-Dollar für sich. Bei der WSOP 2019 sicherte er sich ein weiteres Bracelet mit einem Turniersieg in der Variante Razz, für den Seiver über 300.000 US-Dollar erhielt. Auch bei der WSOP 2022, die erstmals im Bally’s Las Vegas und Paris Las Vegas ausgespielt wurde, entschied der Amerikaner ein Turnier für sich und erhielt eine Siegprämie von 320.000 US-Dollar sowie sein viertes Bracelet.

### Preisgeldübersicht
| Jahr   | Preisgeld (in $) | Turniersiege |
| ------ | ---------------- | ------------ |
| 2006   | 26.620           | 0            |
| 2007   | 34.282           | 0            |
| 2008   | 792.204          | 1            |
| 2009   | 389.199          | 1            |
| 2010   | 907.869          | 1            |
| 2011   | 1.979.155        | 1            |
| 2012   | 802.523          | 2            |
| 2013   | 4.085.453        | 1            |
| 2014   | 4.092.554        | 1            |
| 2015   | 7.920.591        | 1            |
| 2016   | 678.798          | 0            |
| 2017   | 1.366.482        | 2            |
| 2018   | 426.343          | 1            |
| 2019   | 326.587          | 1            |
| 2020   | 0                | 0            |
| 2021   | 295.246          | 0            |
| 2022   | 1.255.058        | 1            |
| 2023   | 227.620          | 0            |
| 2024   | 0                | 0            |
| gesamt | 25.606.584       | 14           |

### Braceletübersicht

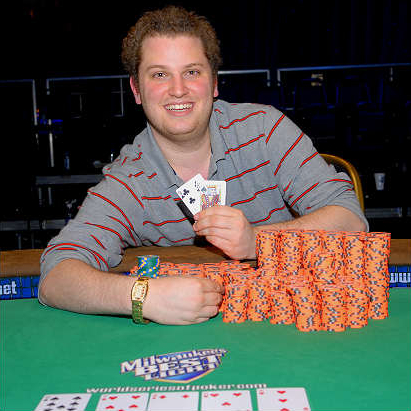
Seiver nach dem Gewinn eines Turniers der WSOP 2008

Seiver kam bei der WSOP 70-mal ins Geld und gewann vier Bracelets:
| Jahr | Buy-in (in $) | Turnier                    | Teilnehmer | Preisgeld (in $) |
| ---- | ------------- | -------------------------- | ---------- | ---------------- |
| 2008 | 05.000        | No-Limit Hold’em           | 731        | 755.891          |
| 2018 | 10.000        | Limit Hold’em Championship | 114        | 296.222          |
| 2019 | 10.000        | Razz                       | 116        | 301.421          |
| 2022 | 02.500        | Freezeout No-Limit Hold’em | 752        | 320.059          |